# Кальциневрин

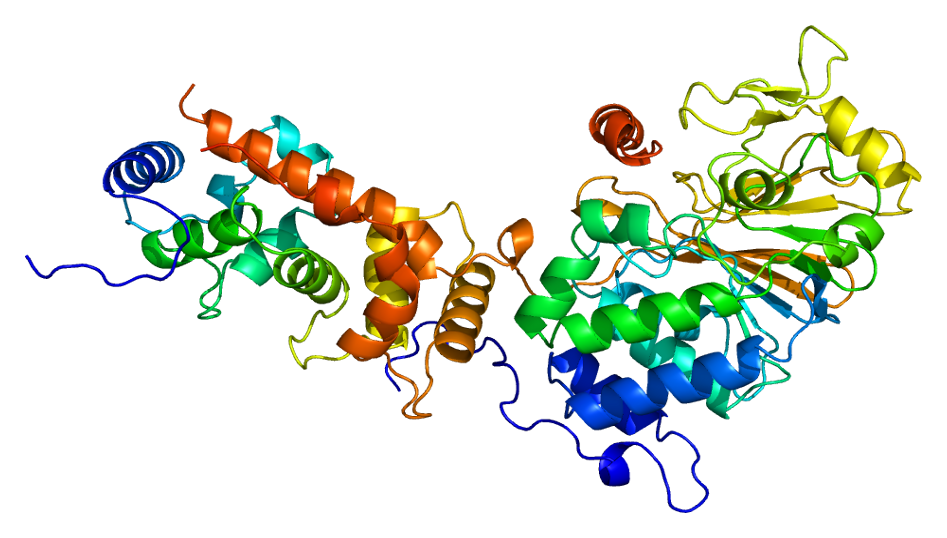
Кристалографічна структура гетеродимеру кальциневрину, що складається з каталітичної (PPP3CA) та регуляторної (PPP3R1) субодиниць.

Кальциневрин (CaN) — це кальцій- і кальмодулін- залежна серин/треонін-протеїнова фосфатаза (також відома як протеїнова фосфатаза 3 і кальцій-залежна серин-треонін-фосфатаза).  Він активує Т-клітини імунної системи і може блокуватися ліками. Кальциневрин активує ядерний фактор цитоплазми активованих Т-клітин (NFATc), фактор транскрипції, шляхом його дефосфорилювання. Потім активований NFATc переміщується в ядро, де він посилює експресію інтерлейкіну 2 (IL-2), який, у свою чергу, стимулює ріст і диференціювання відповіді Т-клітин. Кальциневрин є мішенню для класу препаратів, які називаються інгібіторами кальциневрину, до яких належать циклоспорин, воклоспорин, пімекролімус і такролімус .

## Структура
Кальциневрин є гетеродимером каталітичної субодиниці, що зв’язує кальмодулін, кальциневрину А, вагою 61 кДа, і регуляторної субодиниці, що зв’язує Ca2+, кальциневрину В, вагою 19 кДа. Існує три ізоферменти каталітичної субодиниці, кожен з яких кодується окремим геном (PPP3CA, PPP3CB і PPP3CC) і дві ізоформи регуляторної, також кодовані окремими генами (PPP3R1, PPP3R2).
| protein phosphatase 3, catalytic subunit, alpha isozyme | protein phosphatase 3, catalytic subunit, alpha isozyme |
| Ідентифікатори                                          | Ідентифікатори                                          |
| ------------------------------------------------------- | ------------------------------------------------------- |
| Символ                                                  | PPP3CA                                                  |
| Інші символи                                            | CALN, CALNA                                             |
| Entrez                                                  | 5530                                                    |
| HUGO                                                    | 9314                                                    |
| OMIM                                                    | 114105                                                  |
| RefSeq                                                  | NM_000944                                               |
| UniProt                                                 | Q08209                                                  |
| Інша інформація                                         |                                                         |
| Шифр КФ                                                 | 3.1.3.16                                                |
| Локус                                                   | Хр. 4 q24                                               |

| protein phosphatase 3, catalytic subunit, beta isozyme | protein phosphatase 3, catalytic subunit, beta isozyme |
| Ідентифікатори                                         | Ідентифікатори                                         |
| ------------------------------------------------------ | ------------------------------------------------------ |
| Символ                                                 | PPP3CB                                                 |
| Інші символи                                           | CALNB                                                  |
| Entrez                                                 | 5532                                                   |
| HUGO                                                   | 9315                                                   |
| OMIM                                                   | 114106                                                 |
| RefSeq                                                 | NM_021132                                              |
| UniProt                                                | P16298                                                 |
| Інша інформація                                        |                                                        |
| Шифр КФ                                                | 3.1.3.16                                               |
| Локус                                                  | Хр. 10 q22.2                                           |

| protein phosphatase 3, catalytic subunit, gamma isozyme | protein phosphatase 3, catalytic subunit, gamma isozyme |
| Ідентифікатори                                          | Ідентифікатори                                          |
| ------------------------------------------------------- | ------------------------------------------------------- |
| Символ                                                  | PPP3CC                                                  |
| Entrez                                                  | 5533                                                    |
| HUGO                                                    | 9316                                                    |
| OMIM                                                    | 114107                                                  |
| RefSeq                                                  | NM_005605                                               |
| UniProt                                                 | P48454                                                  |
| Інша інформація                                         |                                                         |
| Шифр КФ                                                 | 3.1.3.16                                                |
| Локус                                                   | Хр. 8 p21.3                                             |

| protein phosphatase 3, regulatory subunit B, alpha | protein phosphatase 3, regulatory subunit B, alpha |
| Ідентифікатори                                     | Ідентифікатори                                     |
| -------------------------------------------------- | -------------------------------------------------- |
| Символ                                             | PPP3R1                                             |
| Entrez                                             | 5534                                               |
| HUGO                                               | 9317                                               |
| OMIM                                               | 601302                                             |
| RefSeq                                             | NM_000945                                          |
| UniProt                                            | P63098                                             |
| Інша інформація                                    |                                                    |
| Шифр КФ                                            | 3.1.3.16                                           |
| Локус                                              | Хр. 2 p14                                          |

| protein phosphatase 3, regulatory subunit B, beta | protein phosphatase 3, regulatory subunit B, beta |
| Ідентифікатори                                    | Ідентифікатори                                    |
| ------------------------------------------------- | ------------------------------------------------- |
| Символ                                            | PPP3R2                                            |
| Entrez                                            | 5535                                              |
| HUGO                                              | 9318                                              |
| OMIM                                              | 613821                                            |
| RefSeq                                            | NM_147180                                         |
| UniProt                                           | Q96LZ3                                            |
| Інша інформація                                   |                                                   |
| Шифр КФ                                           | 3.1.3.16                                          |
| Локус                                             | Хр. 9 q31                                         |

## Механізм дії
Коли антигенпрезентувальна клітина взаємодіє з Т-клітинним рецептором на Т-клітинах, відбувається підвищення цитоплазматичного рівня кальцію, який активує кальциневрин шляхом зв’язування регуляторної субодиниці та активації зв’язування кальмодуліну.  Кальциневрин індукує фактори транскрипції (NFAT), важливі для транскрипції генів IL-2. IL-2 активує лімфоцити Т-хелпери та індукує продукцію інших цитокінів. Таким чином, він керує дією цитотоксичних лімфоцитів. Вважається, що кількість IL-2, що виробляється Т-хелперами, значно впливає на ступінь імунної відповіді.

## Клінічна значущість

### Ревматичні захворювання
Інгібітори кальциневрину призначають при ревматоїдному артриті (РА) у дорослих як монопрепарат або в комбінації з метотрексатом. Мікроемульсійна форма схвалена Управлінням з продовольства і медикаментів США для лікування важкої форми РА. Його також призначають при: псоріатичному артриті, псоріазі, гострій очній хворобі Бехчета, ювенільному ідіопатичному артриті, дорослому та ювенільному поліміозиті та дерматоміозиті, дорослому та юнацькому системному червоному вовчаку, дорослому вовчаковому мембранозному нефриті, системній склеродермії, апластичній анемії, стероїдно-резистентному нефротичному синдромі, атопічному дерматиті, тяжкій кортикостероїдозалежній астмі, тяжкому виразковому коліті, вульгарній пухирчатці, міастенії та хворобі сухого ока з або без синдрому Шегрена (вводять у вигляді офтальмологічної емульсії). 

### Шизофренія
Кальциневрин пов'язаний з рецепторами кількох хімічних речовин мозку, включаючи глутамат, дофамін і ГАМК.  Експеримент із генетично зміненими мишами, які не могли виробляти кальциневрин, показав схожі симптоми, що й у людей із шизофренією: порушення робочої пам’яті, дефіцит уваги, аномальна соціальна поведінка та кілька інших аномалій, характерних для шизофренії. 

### Цукровий діабет
Кальциневрин разом із NFAT може покращити функцію бета-клітин підшлункової залози діабетиків.   Таким чином, такролімус збільшує ризик розвитку нового діабету після трансплантації нирки. 
Сигналізація кальциневрин/NFAT необхідна для перинатального дозрівання та функціонування легень. 

### Трансплантація органів
Інгібітори кальциневрину, такі як такролімус і циклоспорин, використовуються для пригнічення імунної системи в реципієнтів алотрансплантованих органів, щоб запобігти відторгненню трансплантованої тканини. 

## Взаємодії
Показано, що кальциневрин взаємодіє з RCAN1  і AKAP5 . 